# Ан-26 «Рятунчик»
Ан-26 «Рятівник» («Спасатель») — военный транспортный и санитарно-транспортный самолёт, украинский вариант модернизации советского самолёта Ан-26.

## История
После начала боевых действий на востоке Украины весной 2014 года потребность вооружённых сил Украины в санитарном транспорте увеличилась.
В октябре 2014 года по инициативе фонда «Крылья Феникса» из наличия ВВС Украины для переоборудования в санитарно-транспортный самолёт был выделен военно-транспортный самолёт Ан-26 1978 года выпуска, до того на протяжении свыше 12 лет находившийся на хранении. Ранее самолёт использовался в качестве донора деталей для других Ан-26 и потому к началу работ был частично разукомплектован и находился в неудовлетворительном техническом состоянии. Фонд "Крылья Феникса" начал сбор денежных средств на восстановление самолёта (всего было собрано около 1 млн. гривен), также помощь в реализации проекта оказывали администрация города Борисполь, ряд государственных предприятий и частных организаций.
В ноябре 2014 года в аэропорту "Борисполь" начались работы по ремонту и переоборудованию самолёта. Диагностику состояния самолёта и работы по продолжению ресурса планера бесплатно выполнили специалисты ГП "Антонов" (в связи с коррозией была проведена замена части обшивки, киля и стрингеров), работы по продолжению ресурса двигателей бесплатно выполнили специалисты ЗМКБ "Прогресс", комплект покрышек купил за границей и доставил профсоюз пилотов МАУ. Кроме того, инженерно-технический персонал 15-й бригады транспортной авиации ВВС Украины и волонтёры заменили на самолёте топливные шланги, электропроводку и стекло в кабине пилотов, провели капитальный ремонт стартеров-генераторов, обновили шасси, отремонтировали радиоэлектронное оборудование и гидравлическую систему, а также заново окрасили самолёт в "пиксельный" камуфляж. Стоимость работ по обновлению и переоборудованию самолёта составила 900 тыс. гривен.
К 21 мая 2015 восстановление самолёта было завершено. 22 мая 2015 самолёт получил бортовой номер "08" и был включён в состав 15-й бригады военно-транспортной авиации ВВС Украины.
29 апреля 2016 года 410-й завод гражданской авиации завершил переоборудование ещё одного самолёта Ан-26 в санитарно-транспортный самолёт, который был передан ГСЧС Украины.

## Описание
Изначально самолёт планировалось превратить в аналог Ан-26 «Vita», однако в дальнейшем от оборудования операционной было решено отказаться, чтобы увеличить количество перевозимых на борту раненых. В результате самолёт способен штатно осуществлять транспортировку 24 тяжелобольных или раненых в положении «лёжа» (Ан-26 «Vita» способен штатно осуществлять транспортировку четырёх тяжелобольных или раненых в положении «лёжа» или 12 раненых в положении «сидя»).
В салоне установлены санитарные стойки, носилки, устойчивые раскладные стулья для врачей и кондиционер.
Всё медико-санитарное оборудование выполнено быстросъёмным и может быть демонтировано в течение часа, после чего самолёт может использоваться в качестве военно-транспортного.